# 鲁瓦扬地区奥里奥勒
鲁瓦扬地区奥里奥勒（法語：Oriol-en-Royans，法語發音：[ɔʁjɔl ɑ̃ ʁwajɑ̃]）是法国德龙省的一个市镇，位于该省东北部，属于瓦朗斯区。

## 地理
鲁瓦扬地区奥里奥勒（44°59'54"N, 5°16'27"E）面积16.01 平方千米，位于法国奥弗涅-罗讷-阿尔卑斯大区德龙省，该省份为法国东南部内陆省份，北起顺时针与伊泽尔省、上阿尔卑斯省、上普罗旺斯阿尔卑斯省、沃克吕兹省和阿尔代什省接壤。
与鲁瓦扬地区奥里奥勒接壤的市镇（或旧市镇、城区）包括：博尔加尔巴雷、布旺特、莱昂塞勒、鲁瓦扬地区圣让、圣马丹勒科洛内勒。
鲁瓦扬地区奥里奥勒的时区为UTC+01:00、UTC+02:00（夏令时）。

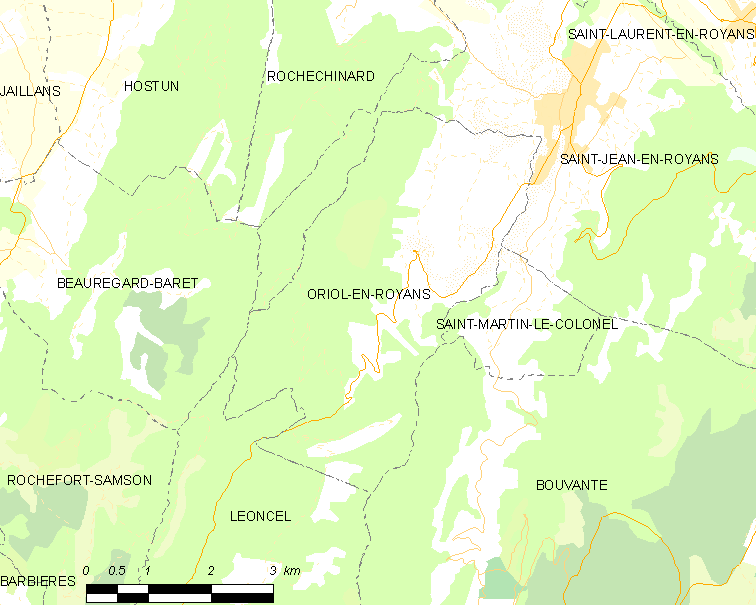
鲁瓦扬地区奥里奥勒的OSM定位图

## 行政
鲁瓦扬地区奥里奥勒的邮政编码为26190，INSEE市镇编码为26223。

## 政治
鲁瓦扬地区奥里奥勒所属的省级选区为韦科尔-晨山县。

## 人口

1962-2008年间鲁瓦扬地区奥里奥勒人口变化图示

鲁瓦扬地区奥里奥勒于2022年1月1日时的人口数量为513人。